# Ivan Todorov
Ivan Todorov (szerbül: Иван Тодоров; Belgrád, 1967. október 7. –) szerb (jugoszláv) sportoló, cselgáncsozó, diplomata, 2018 óta a Szerb Köztársaság budapesti nagykövete.

## Pályája
1985 és 1995 közé esett sportolói pályafutása, az 1988. évi nyári olimpiai játékok résztvevője volt, ahol cselgáncsban 19. helyezést ért el. 1996-ban szerzett diplomát a Belgrádi Egyetem testnevelési karán. 1996 és 2000 között a Jugoszláv Szövetségi Köztársaság Belügyminisztériumában dolgozott. 2013-ig a Crvena Zvezda sportegyesületben látott el különböző beosztásokat. 2010-ben doktorált a Niši Egyetem Testnevelési Karán. 2013 és 2018 között az egyik szerb titkosszolgálat, az elhárítással foglalkozó Bezbednosno-informativna agencija (BIA, magyarul: Biztonsági-információs Ügynökség) vezetője volt. 2018-ban lépett a szerb külügyminisztérium szolgálatába, még abban az évben, december 1-jén vette át Szerbia budapesti nagykövetségének vezetését nagykövetként.

## Sportolói és sportvezetői pályafutása
Cselgáncsozóként Jugoszlávia többszörös bajnoka, többszörös balkáni bajnok volt, az 1986-os cselgáncs-Európa-bajnokságon csapatban bronzérmes lett, az 1987-es cselgáncs-Európa-bajnokságon pedig ezüstérmet szerzett. 1994 és 1999 között a jugoszláv férfi szenior cselgáncs-válogatott edzője, 1997 és 2001 között a cselgáncsszövetség igazgatótanácsának a tagja volt. 2000-2014-ig a Crvena Zvezda sportegyesület főtitkári 2009 és 2017 között a Szerb Olimpiai Bizottság alelnöki tisztségét töltötte be.
2018. december 1-től Szerbia budapesti nagykövete, e tisztségben Rade Drobacot váltotta. Megbízólevelét december 17-én adta át Áder Jánosnak.  Egy szerb ellenzéki lap szerint nem volt egyszerű elfogadtatni Magyarországgal, hogy Todorov legyen a szerb nagykövet: már 2017 májusában kinevezték volna, azonban Orbán Viktor nem kívánta a szerb sportvezetőt nagykövetnek, csak Aleksandar Vučić szerb politikus közbenjárására adták ki a fogadó nyilatkozatot.